# Beckstein
Beckstein ist ein Stadtteil von Lauda-Königshofen im Main-Tauber-Kreis, dem nördlichsten Landkreis Baden-Württembergs. Beckstein ist seit 1981 staatlich anerkannter Erholungsort.

## Geographie

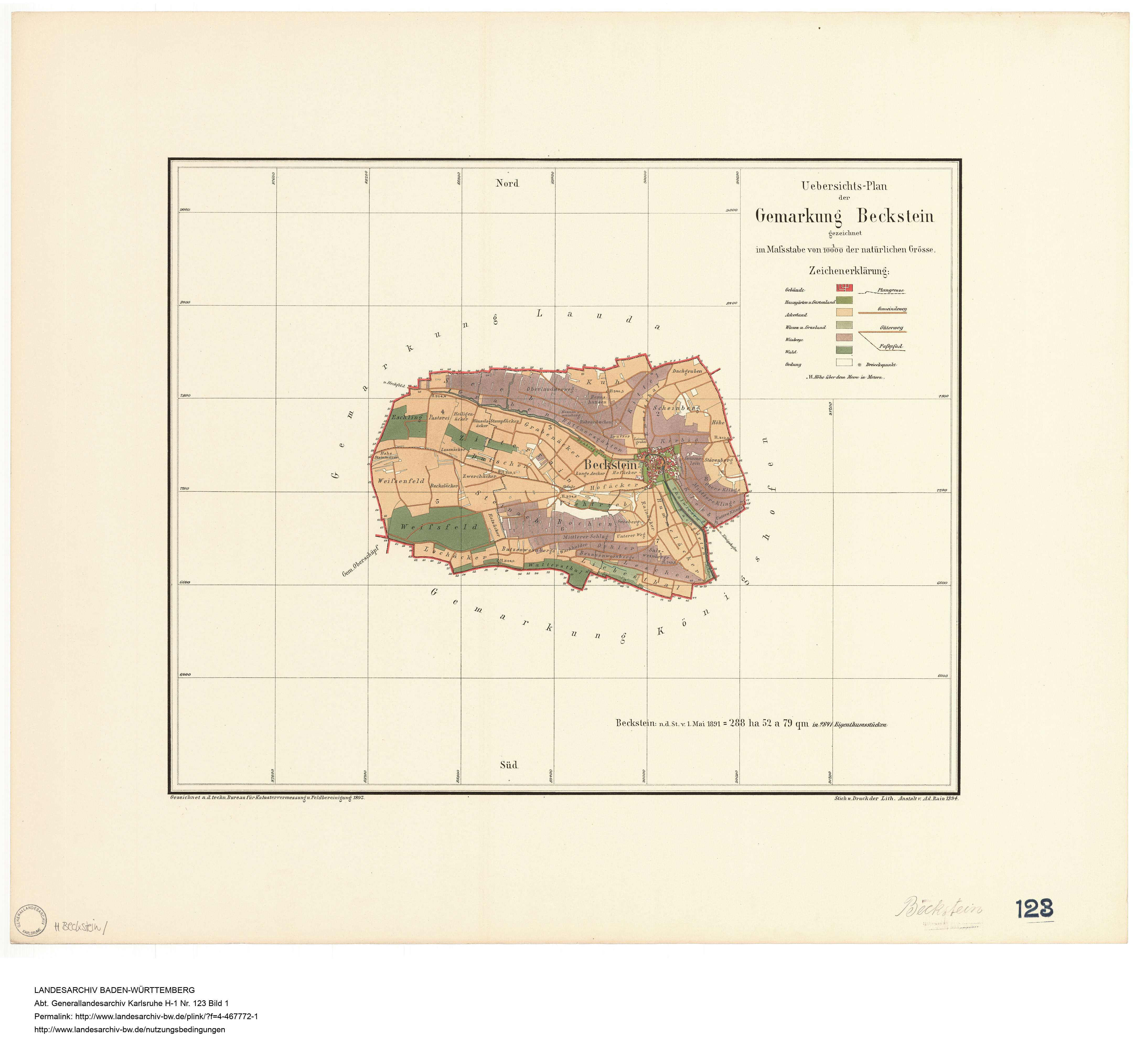
Gemarkung von Beckstein, 1894

Beckstein nimmt eine Fläche von 2,88 Quadratkilometern ein und hat 384 Einwohner.

## Geschichte
Beckstein gehörte zum Amt Lauda. Dieses hatte bis 1506 eine Reihe wechselnder Landesherrschaften und war dann Teil des Bistums Würzburg bis zu dessen Säkularisation 1803. Es kam zunächst an das Fürstentum Leiningen. Nach Auflösung des Fürstentums 1806 durch die Rheinbundakte wurde es dann dem Großherzogtum Baden zugeschlagen. Dort wurde ein Bezirksamt Lauda eingerichtet, aber schon 1813 wieder aufgelöst.
Im Zuge der Gebietsreform in Baden-Württemberg wurde Beckstein letztendlich der Stadt Lauda-Königshofen zugeschlagen.
Größter Arbeitgeber in der Gemeinde ist die 1894 gegründete Genossenschaft der Becksteiner Winzer.
Am 1. Januar 1974 wurde Beckstein in die Stadt Lauda eingegliedert und kam mit dieser am 1. Januar 1975 zu Lauda-Königshofen.

## Wappen
| Gemeindewappen von Beckstein | Blasonierung: „In Blau eine rot-weiß gevierte Fahne an schräggestelltem goldenem Schaft, begleitet von drei (1:2) silbernen Großbuchstaben B.“ |
| Gemeindewappen von Beckstein | |

## Kultur und Sehenswürdigkeiten

### Pfarrkirche St. Kilian
In der Ortsmitte steht die römisch-katholische Pfarrkirche St. Kilian.

### Wanderwege

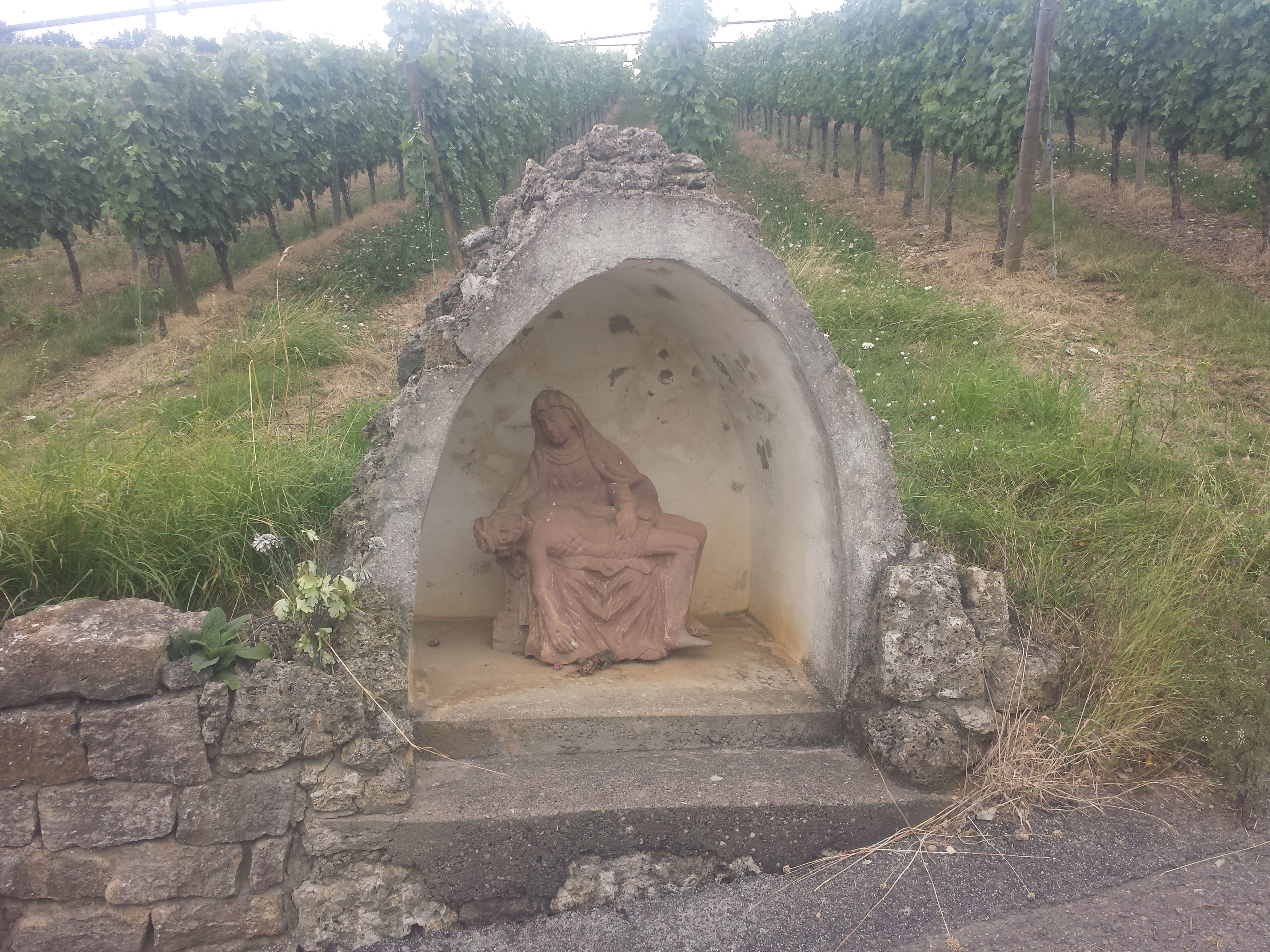
Ein Bildstock am Jakobsweg Main-Taubertal bei Beckstein

Der etwa 180 km lange Jakobsweg Main-Taubertal führt durch Beckstein.